# Sierra-de-la-Culebra-Linie

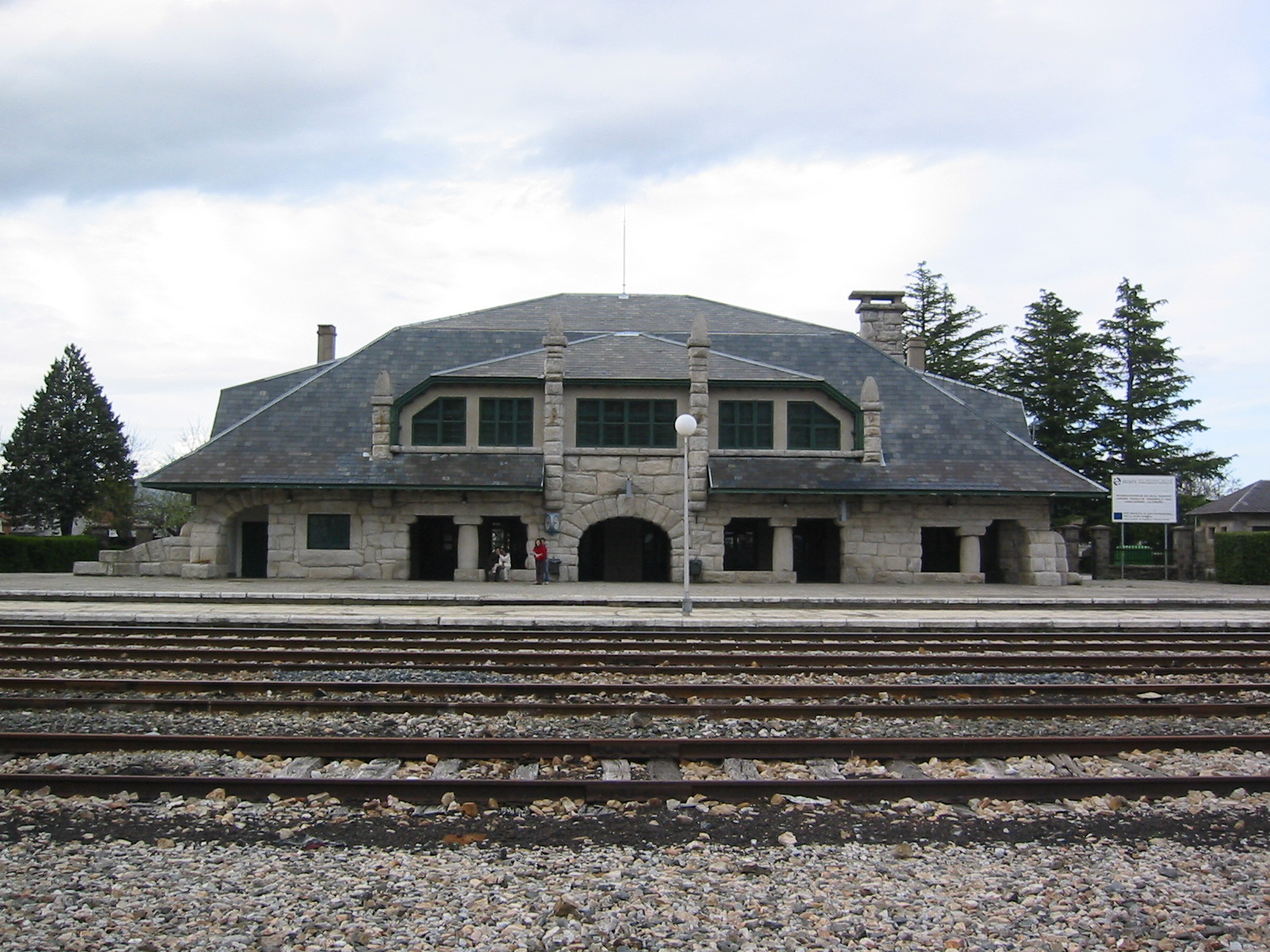
Bahnhof von Puebla de Sanabria

Die Sierra-de-la-Culebra-Linie ist eine spanische Eisenbahnstrecke, die Madrid und Zamora mit Galicien verbindet. Sie wurde nach vierzigjähriger, oft unterbrochener Bauzeit im Jahr 1959 eröffnet und zählt zu den kühnsten Gebirgsbahnen der Welt. Seit dem Sommer 2021 verkehren hier auch AVE und Avlo-Züge.
Die 452 km lange, bis heute nicht elektrifizierte Strecke beginnt in Zamora und verläuft durch die Flusstäler des Río Tera und des Río Castro entlang der portugiesischen Grenze durch Teile der Sierra de la Culebra nach Ourense und von dort über Santiago de Compostela nach A Coruña.
Nach der Linie Belgrad – Bar ist sie mit 182 Tunneln die zweittunnelreichste Eisenbahnstrecke Europas. Allein 78,2 km der Gesamtstrecke verlaufen durch Tunnel. Unter den zahlreichen Viadukten ist das 481 m lange und 84 m hohe Esla-Viadukt das größte, das 219 m lange und 86 m hohe Ulla-Viadukt hingegen das höchste.

## Film
Dokumentation von 1984 in der BR-Mediathek
- Roman Brodmann, 1984: El Talgo SWR, 45 Min (Aus der Serie 'Abenteuer Eisenbahn' (später Eisenbahn-Romantik). Beschreibt die regelmäßige Linie als Teil der Strecke Madrid – A Coruña)